# Banana acuática

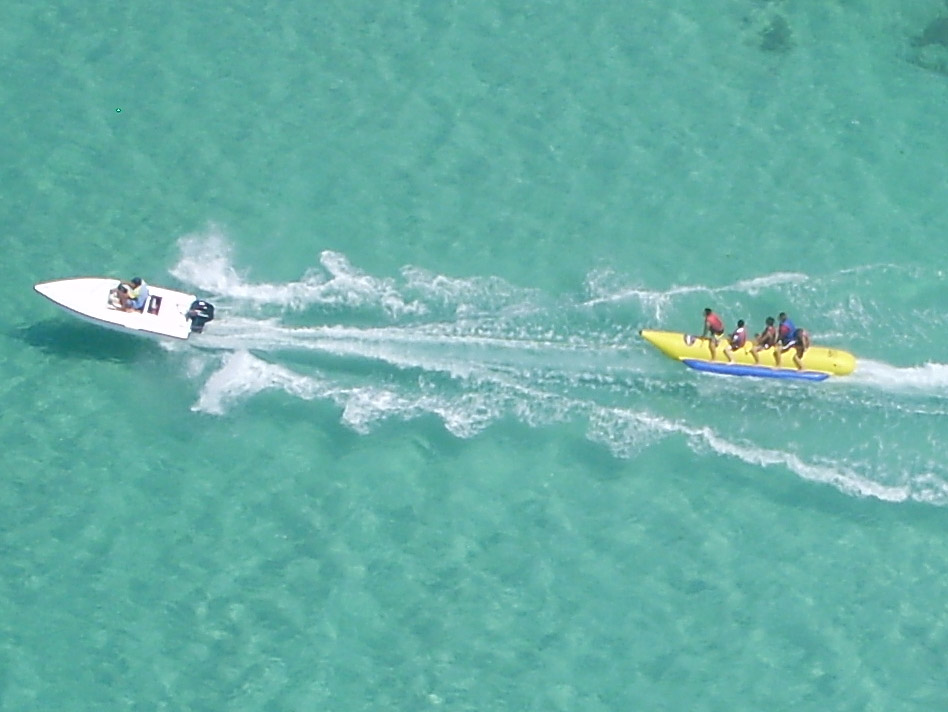
Banana acuática en Varadero, Cuba.

Una banana acuática o banana boat es un barco inflabe de recreación hecho generalmente para ser remolcado. Fue inventado por Glenn Matthews a finales de la década de los 80.
Los diferentes modelos de esta embarcación pueden acomodar entre 3 y 10 pasajeros sentados en un tubo grande, central, mientras descansan sus pies en dos tubos laterales que estabilizan el barco. El tubo central generalmente es amarillo y tiene forma de banana, de ahí su nombre. Algunos modelos tienen dos tubos centrales.
Durante el paseo, el motorista del barco intenta girar la banana acuática cabeza abajo al hacer curvas cerradas. Los pasajeros tienen que emplear un chaleco salvavidas por razones de seguridad. 